# 久保姬
久保姫（日语：くぼひめ；1521年—1594年7月26日），日本戰國時代至安土桃山時代的女性。伊達晴宗的正室。岩城重隆的長女。通稱杉目御前、笑窪御前。

## 生涯
1521年誕生，是岩城重隆的長女。同母妹則是佐竹義昭的正室。 
被評判為奧州第一的美少女。1536年的時候，成為伊達晴宗的正室。與伊達晴宗的關係良好，兩人育有六男五女。
伊達晴宗死後則出家、建成了寶積寺。之後，與年紀最小的小孩杉目直宗共同居住在杉目城。
1591年，奥州仕置，久保姫退出杉目城，跟隨其孫政宗移住至宮城郡根白石。
1594年，死去，享年74歲。法名栽松院殿月盛妙秋禅尼大姉。

## 子女
- 岩城親隆（岩城重隆養子）
- 阿南姫（二階堂盛義室。法名大乘院）
- 伊達輝宗
- 女子（伊達実元室。法名鏡清院）
- 益穂姫（小梁川盛宗室。法名天光院）
- 留守政景（留守顕宗養子）
- 石川昭光（石川晴光養子）
- 彦姫（蘆名盛興室→蘆名盛隆室）
- 女子（佐竹義重室。法名寶壽院）
- 国分盛重
- 杉目直宗